# Валашек, Женя
Евге́ний (Эже́н) «Же́ня» Вала́шек (фр. Eugène «Genia» Walaschek ; 20 июня 1916, Москва — 22 марта 2007) — швейцарский футболист, нападающий, 30-х — 40-х годов. Участник чемпионата мира 1938 в составе сборной Швейцарии.
Родился в семье чеха и швейцарки в Москве, но после Октябрьской революции, когда Евгению было 2 года, семья эмигрировала в Женеву. Валашек выступал в «Серветте», «Урании» и «Янг Бойз». В сборной он дебютировал в 1937 году в игре с Австрией, когда ему ещё не было предоставлено швейцарское гражданство. На чемпионате мира 1938 Валашек отметился голом в ворота сборной Германии.
После окончания карьеры, Валашек работал экономистом в финансовом управлении Женевы и параллельно тренировал клуб «Этоле-Спортинг». Про Валашека было снято кино «Мечта Валашека». В 2008 году в издательстве Limmat Verlag вышла книга Джованни Ориели "Мечта Валашека". Евгений Валашек был до последнего времени единственным живым футболистом швейцарской сборной образца 1938 года.